# Bulbophyllum baileyi
Bulbophyllum baileyi é uma espécie de orquídea (família Orchidaceae) pertencente ao gênero Bulbophyllum. Foi descrita por Ferdinand von Mueller em 1875.